# Andrei Newsorow
Andrei Igorewitsch Newsorow (kasachisch Андрей Игоревич Невзоров, * 12. Januar 1966 in Pawlodar) ist ein ehemaliger kasachischer Skilangläufer.

## Werdegang
Newsorow trat international erstmals bei den nordischen Skiweltmeisterschaften 1993 in Falun in Erscheinung. Seine besten Platzierungen dabei waren der 34. Platz über 50 km Freistil und der 13. Rang mit der Staffel. Im folgenden Jahr lief er bei den Olympischen Winterspielen in Lillehammer auf den 42. Platz über 30 km Freistil, auf den 37. Rang über 10 km klassisch und auf den 31. Platz in der Verfolgung. Zudem wurde er dort zusammen mit Nikolai Iwanow, Pawel Korolew und Pawel Rjabinin Neunter in der Staffel. In der Saison 1995/96 errang er bei den Winter-Asienspielen 1996 in Harbin den siebten Platz über 10 km klassisch und den fünften Platz über 15 km Freistil. Seine besten Platzierungen bei den nordischen Skiweltmeisterschaften 1997 in Trondheim waren der 33. Platz über 10 km klassisch und der 12. Rang mit der Staffel und bei den Olympischen Winterspielen 1998 in Nagano der 23. Platz über 50 km Freistil und der 16. Rang mit der Staffel. Im Dezember 1997 holte er in Davos mit dem 30. Platz über 30 km klassisch seinen ersten Weltcuppunkt. Anfang Februar 1999 gewann er bei den Winter-Asienspielen in Gangwon Bronze über 15 km klassisch und jeweils Gold über 30 km Freistil und mit der Staffel. Bei den folgenden nordischen Skiweltmeisterschaften in Ramsau am Dachstein erreichte er mit dem 28. Platz über 10 km klassisch, dem 22. Rang in der Verfolgung und dem 21. Platz über 30 km Freistil seine besten Einzelplatzierungen im Weltcup. Zudem errang er dort zusammen mit Igor Subrilin, Wladimir Borzow und Pawel Rjabinin den 12. Platz in der Staffel. Er errang damit zum Saisonende den 68. Platz im Gesamtweltcup. Seine besten Ergebnisse bei den nordischen Skiweltmeisterschaften 2001 in Lahti waren der 23. Platz über 50 km Freistil und der 11. Rang mit der Staffel und bei den Olympischen Winterspielen 2002 in Salt Lake City der 14. Platz mit der Staffel und der 13. Rang über 50 km klassisch. Sein letztes Weltcuprennen absolvierte er im November 2002 in Kiruna mt der Staffel, welches vorzeitig beendet wurde.

## Erfolge

### Teilnahmen an Weltmeisterschaften und Olympischen Winterspielen

#### Olympische Winterspiele
- 1994 Lillehammer: 9. Platz Staffel, 31. Platz 15 km Verfolgung, 37. Platz 10 km klassisch, 42. Platz 30 km Freistil
- 1998 Nagano: 16. Platz Staffel, 23. Platz 50 km Freistil, 41. Platz 30 km klassisch, 48. Platz 15 km Verfolgung, 68. Platz 10 km klassisch
- 2002 Salt Lake City: 13. Platz 50 km klassisch, 14. Platz Staffel, 15. Platz 20 km Skiathlon, 18. Platz 30 km Freistil Massenstart

#### Nordische Skiweltmeisterschaften
- 1993 Falun: 13. Platz Staffel, 34. Platz 50 km Freistil, 39. Platz 30 km klassisch, 52. Platz 10 km klassisch, 54. Platz 15 km Verfolgung
- 1997 Trondheim: 12. Platz Staffel, 33. Platz 10 km klassisch, 36. Platz 30 km Freistil, 36. Platz 50 km klassisch, 44. Platz 15 km Verfolgung
- 1999 Ramsau am Dachstein: 12. Platz Staffel, 21. Platz 30 km Freistil, 22. Platz 15 km Verfolgung, 28. Platz 10 km klassisch
- 2001 Lahti: 11. Platz Staffel, 23. Platz 50 km Freistil, 33. Platz 30 km klassisch, 50. Platz 20 km Skiathlon

### Siege bei Continental-Cup-Rennen
| Nr. | Datum           | Ort       | Disziplin      | Serie           |
| --- | --------------- | --------- | -------------- | --------------- |
| 1.  | 4. Februar 1999 | Yongpyong | 30 km Freistil | Continental-Cup |

### Weltcup-Gesamtplatzierungen
| Saison  | Gesamt | Gesamt | Langdistanz | Langdistanz |
| Saison  | Punkte | Platz  | Punkte      | Platz       |
| ------- | ------ | ------ | ----------- | ----------- |
| 1997/98 | 1      | 103.   | 1           | 71.         |
| 1998/99 | 19     | 68.    | 10          | 56.         |